# L'Éveil du printemps (film)
Pour l’article homonyme, voir L'Éveil du printemps.
Pour plus de détails, voir Fiche technique et Distribution.
L'Éveil du printemps (en grec : Το ξύπνημα της άνοιξης, également connu à l'international sous le titre anglophone Spring Awakening) est un film grec réalisé par Constantínos Giánnaris, sorti en 2015.

## Résumé
L'intrigue débute par l'arrestation de cinq adolescents faisant partie d'un gang : Alexandros, Ioanna, Christos, Ermir (d'origine albanaise) et son jeune frère Aris qui n'a que 15 ans. La raison de leur arrestation n'est pas immédiatement connue du spectateur. Les faits sont progressivement dévoilés sous forme de flashbacks correspondant aux récits de chaque protagoniste.
Alexandros, Ermir et Aris sont à l'origine du gang. Leur premier fait d'arme est d'avoir volé la caisse d'un commerçant en le menaçant d'un couteau. Peu après, Alexandros a rencontré Ioanna lors d'un concert interdit ayant mal tourné avec l'arrivée de la police. Ioanna est devenue la petite amie d'Alexandros et a intégré le gang malgré les réticences d'Ermir, qui savait que la jeune fille n'aimait pas les étrangers. Ioanna a ensuite fait entrer dans le gang son meilleur ami, Christos, anarchiste et organisateur du concert, dont le père est mort.
Peu après, Ermir est parvenu à se procureur des armes à feu. Le gang s'est entraîné au tir dans des endroits inhabités. Après quoi les quatre garçons, sans Ioanna, ont monté une opération pour s'introduire de nuit dans une maison inhabitée et y voler les objets de valeur. L'opération a cependant mal tourné. Un policier est intervenu, arrêtant Aris puis son frère Ermir. Alexandros a alors abattu le fonctionnaire d'un coup de fusil.
À la suite de cet incident, Alexandros s'est caché et n'a plus communiqué avec les autres membres du groupe pendant un certain temps. Ceux-ci ne savaient pas où il était. Une nuit, il a néanmoins recontacté Christos pour lui demander de le rejoindre dans une chambre d'hôtel. Les deux jeunes hommes ont alors eu des relations sexuelles. Alexandros a ensuite réintégré le gang.
Une nouvelle opération a alors été montée pour s'introduire dans la maison d'un riche couple allemand. La femme du couple était une cliente de la mère de Ioanna, esthéticienne. Les cinq membres du groupe sont entrés un soir dans la villa mais l'opération a de nouveau mal tourné. Après avoir mis en joue les deux membres du couple pour leur faire avouer où se trouvait leur argent, le gang a dû gérer la présence de leurs deux enfants. Christos a décidé de les menacer devant leurs parents pour les pousser à avouer plus rapidement où se trouvait leurs objets de valeur. La situation a alors dégénéré.
À partir de ce point, les récits divergent. Selon une première version, Alexandros aurait abattu l'homme du couple d'un coup de fusil. Selon un deuxième récit, Ioanna aurait abattu la femme d'un coup de pistolet après une tentative de rébellion. Une chose est sûre, « vous avez anéanti une famille entière » commente la policière en charge de l'interrogatoire de Ioanna. Les cinq membres du gang sont emmenés par la police sous les yeux de leurs parents pour être jugés.

## Fiche technique
- Réalisation : Constantínos Giánnaris
- Pays de production :  Grèce
- Date de sortie : 2015

## Distribution
- Daphné Patakia : Ioanna
- Constantinos Elmatzioglou : Alexandros
- Kostas Nikouli : Christos
- Tzegia Aggelos : Ermir
- Moutso Fabritsio : Aris